# Podhorany (district de Prešov)
Pour les articles homonymes, voir Podhorany.
Podhorany (Ásgút en hongrois) est un village de Slovaquie situé dans la région de Prešov.

## Histoire
Première mention écrite du village en 1283.

## Démographie

### Évolution de la population
| Année:               | 1994. | 2004.    | 2014.    | 2024.    |
| -------------------- | ----- | -------- | -------- | -------- |
| Nombre de personnes: | 610   | 685      | 778      | 890      |
| Différence:          |       | +12,29 % | +13,57 % | +14,39 % |

| Année:               | 2023. | 2024.   |
| -------------------- | ----- | ------- |
| Nombre de personnes: | 878   | 890     |
| Différence:          |       | +1,36 % |